# Rhacophorus prasinatus
Rhacophorus prasinatus är en groddjursart som beskrevs av Mou, Risch och Kuang-Yang Lue 1983. Rhacophorus prasinatus ingår i släktet Rhacophorus och familjen trädgrodor. IUCN kategoriserar arten globalt som nära hotad. Inga underarter finns listade i Catalogue of Life.